# Passova passova
Passova passova is een vlinder uit de familie van de dikkopjes (Hesperiidae). De wetenschappelijke naam van de soort is voor het eerst geldig gepubliceerd in 1866 door William Chapman Hewitson.  Hij deelde de soort in bij het geslacht Pyrrhopyga. William Harry Evans duidde de soort in 1951 aan als de typesoort van het nieuwe geslacht Passova. De soort komt voor in het Amazonegebied.